# 오운정
오운정(五雲亭)은 서울특별시 종로구 청와대로 1, 청와대에 있는 조선시대의 정자 건축물이다. 1997년 12월 31일 서울특별시의 유형문화재 제102호로 지정되었다.

## 개요
경복궁 뒤쪽 정원에 있는 건물로 흥선대원군이 경복궁을 다시 지을 때 지은 것이다.
앞면 1칸·옆면 1칸 규모의 건물이며, '오운정'이라는 현판의 글씨는 대한민국 초대 대통령인 이승만 박사가 직접 쓴 것이다.

## 참고 자료
- 오운정 - 국가유산청 국가유산포털